# Rosskreppfjorden
Rosskreppfjorden er en sø på grænsen mellem kommunerne Sirdal  og Valle i Agder fylke i Norge.
Rosskreppfjorden er reguleret og en del af udbygningen til Sira-Kvina Kraftselskap.
Efter pålæg udsættes der nu fisk hvert år af selskabet, så der nu findes både kildeørred og ørred i søen.